# تالاهن
تالاهن (آلمانی: Talahon) نام ترندی در تیک‌تاک آلمانی‌زبان و دیگر رسانه‌های اجتماعی است. این ترند با محوریت مردان جوان مقیم آلمان با پیشینهٔ اسلامی یا عربی، مثلاً سوریه، که جواهرآلات یا لباس‌های پر زرق و برق اغلب جعلی، خود را. به نمایش می‌گذارند، شناخته می‌شود. این پدیده با موضوعاتی مانند پدرسالاری، نرینگی، زن‌ستیزی و ماده‌باوری پیوند دارد و موجب موجی از بحث‌ها و انتقادات شده است. به نظر می‌رسد واژه تالاهن تغییر یافته عبارت عربی «تعال هنا» به معنای «بیا اینجا» یا ترانه‌ای به همین نام از رپر سوری-آلمانی به نام حسن گرفته شده باشد.